# Repino
Repino (en russe : Ре́пино ; en finnois : Kuokkala) est une commune urbaine du district Kourortny à Saint-Pétersbourg, en Russie. Sa population s'élevait à 2 011 habitants en 2002, de 4 215 habitants en 1989. 
La ville était connue sous le nom de Kuokkala par la Finlande, jusqu'en 1948, quand elle a été renommée pour commémorer la mémoire du peintre russe Ilia Répine. Elle est connue pour la maison-musée Les Pénates et pour ses sanatoriums.

## Géographie
Repino est située à 30 km au nord-ouest de Saint-Pétersbourg, sur l'Isthme de Carélie sur la rive du golfe de Finlande. Elle est bordée au nord par le village de Léninskoïé. Repino est aussi une gare sur la ligne de chemin de fer Riihimäki – Saint-Pétersbourg.

## Histoire

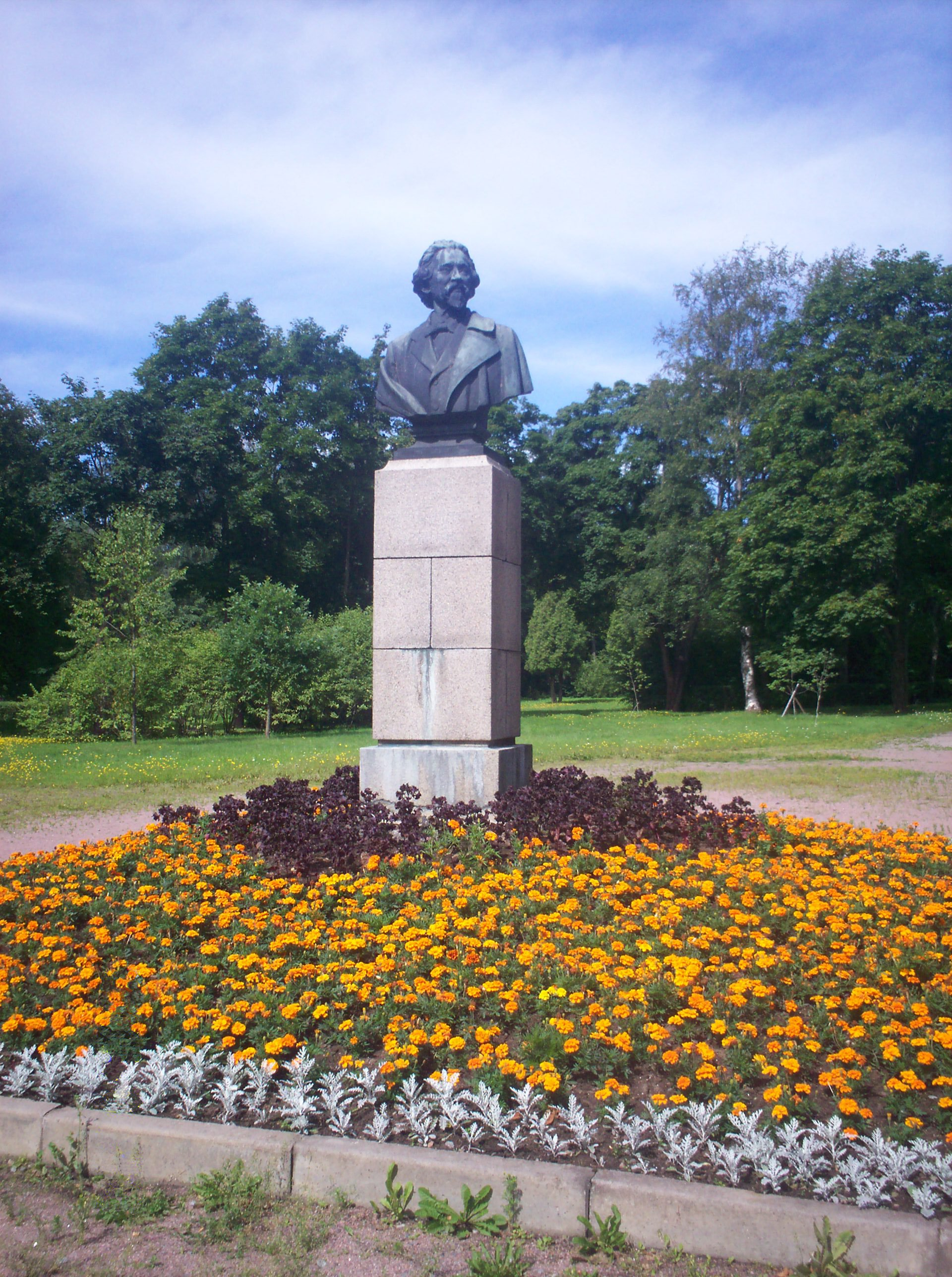
Mémorial Ilia Répine.

Au début du XXe siècle, Kuokkala était située dans le Grand-duché de Finlande, une partie de l'Empire russe. Peu après la Révolution d'Octobre 1917, la Finlande proclama son indépendance de la Russie. Lorsque l'isthme de Carélie fut cédé par la Finlande à l'Union soviétique, après la Guerre d'Hiver et la Guerre de Continuation (1939–1944), Kuokkala devint soviétique. En 1948, elle fut renommée Repino pour honorer le peintre Ilia Répine.

## Les Pénates

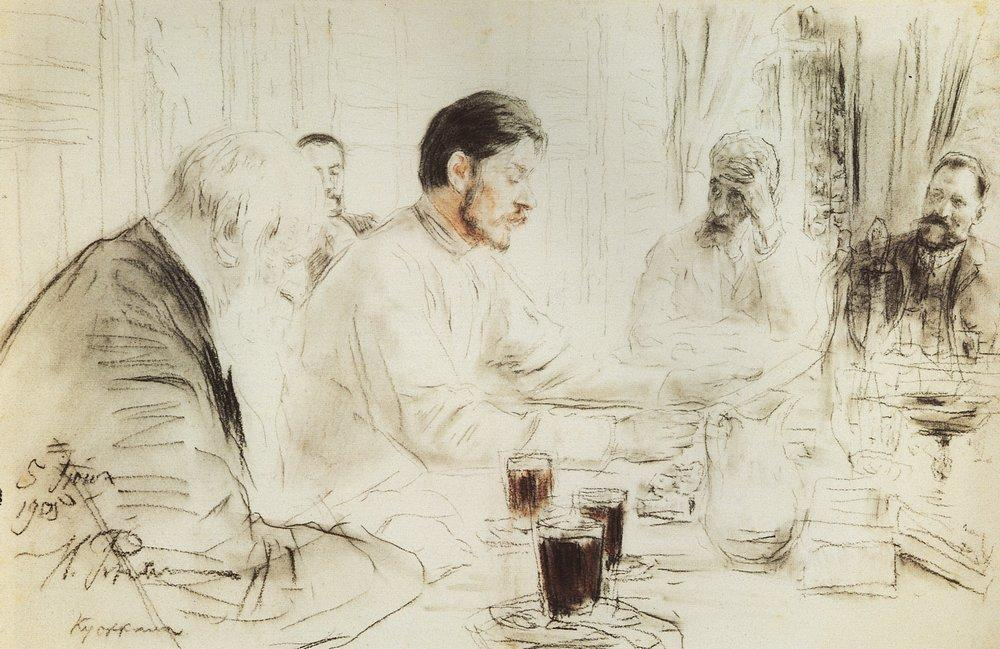
Maxime Gorki lisant Les Enfants du soleil dans Les Pénates.Dessin à la sanguine d'Ilia Répine.

En 1899, Répine achète une propriété nommée Les Pénates (russe : Пенаты, dans le sens des pénates de l'Empire romain). Il a conçu sa propre maison, entourée d'un grand parc, et déménage à Kuokkala quelques années plus tard. Il y vécut jusqu'à sa mort en 1930.
Cette propriété est un musée depuis 1940.Elle est inscrite depuis 1990 sur la liste du patrimoine mondial de l'Organisation des Nations unies pour l'éducation, la science et la culture dans le cadre du bien intitulé « Centre historique de Saint-Pétersbourg et ensembles monumentaux annexes ».

## Personnalités liées
- Lénine, communiste russe, dirigeant de la Révolution russe, et fondateur de l'URSS, y a habité entre 1906 et 1907.
- Jean Pougny, artiste-peintre de l'Avant-garde russe.
- Mikhaïl Botvinnik, champion du monde d'échecs.